# Strei (Fluss)
Der Strei (ungarisch Sztrigy, deutsch Strell oder Strey) ist ein Fluss im Kreis Hunedoara in Siebenbürgen, Rumänien.
Der Flusslauf beginnt im Șureanu-Gebirge (Munții Șureanu) am Zusammenfluss der beiden Quellbäche Pârâul Cald und Pârâul Rovinei und mündet bei Simeria (Fischdorf) in den Mureș (Mieresch).
Der obere Flusslauf auch Râul Petros genannt, fließt bis oberhalb des Dorfes Baru (Gross-Elephant) in südwestliche Richtung. Nach der Mündung des Crivadia vor Baru in den Strei, fließt dieser südwestlich des Șureanu-Gebirges in nordwestliche Richtung. Ab dem Gebiet der Gemeinde Sântămăria-Orlea (Liebfrauen) in der historischen Region Hatzeger Land, fließt der Strei bis zur Mündung in den Mureș, in nördliche Richtung. Nebenflüsse des Strei sind der Sas, der Jigureasa, der Crivadia, der Ohaba, der Râul Mare, der Gânțaga, der Luncani, der Făgetul, der Nădăștia, der Râul Râpelor u. v. a.
Entlang des Strei führt in Nord-Süd-Richtung von Simeria bis Baru die Europastraße 79.
Den Erzählungen nach, soll in der Flusssohle des Sagretia – vermutlich dem Strei –, der Schatz des Decebalus versteckt gewesen sein, den die Römer nach der Eroberung Dakiens unter Trajan hoben.